# ジェネシス・G80

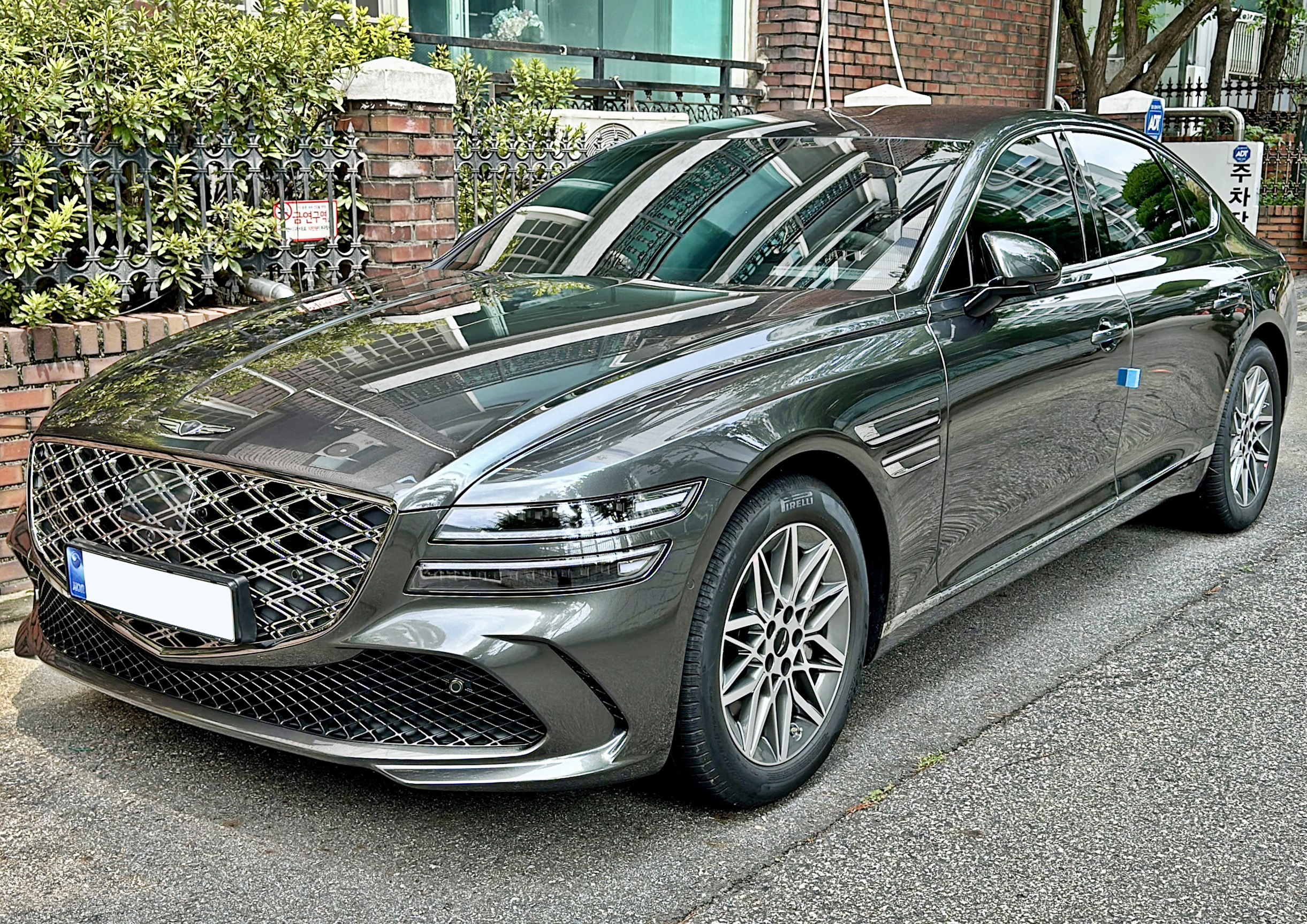
RG3型ジェネシス・G80

G80は、韓国の自動車メーカー、現代自動車がジェネシスブランドで展開する高級車（大型乗用車）である。後輪駆動または4輪駆動方式の準大型セダンであり、既存のヒュンダイ･ジェネシスが2017年型に改良されたと同時に、車名が変更されジェネシスブランドに編入された。 

## 概要
2015年11月、現代は高級車「ジェネシス」や「エクウス」で培った技術と経験をもとに、ジェネシスブランドを正式に立ち上げることを発表すると同時に、現代初の高級車ブランドとして各国市場に進出することを表明。EQ900（現・G90）に続くジェネシスブランド第2弾として発表された。
韓国以外でも「G80」の車名で販売されるが、オセアニア市場はG80登場後も「ヒュンダイ・ジェネシス」の名で販売された。しかし、2017年11月にG70の投入を機にジェネシスブランドに移行し、他国同様「G80」へと車名変更された。

## 歴史

### 初代（DH型、2016年-2020年）
2016年6月に開催された釜山モーターショーで初公開。2016年6月13日、予約受付開始。
2016年7月7日、韓国にて正式発表・発売開始。前身車種はジェネシスであり、G80は実質的に同車のフェイスリフト版である。 ジェネシスのデザインが好評であったため、エクステリアの変更は最小限にとどめられているが、ヘッドライトはHIDからアダプティブLEDに変更され、アルミホイールもデザインを変更している。
インテリアはセンタークラスタ、シフトノブ、スピーカーグリル、アナログ時計など一部のデザインが変更され、本木目やアルミニウムをより多く使用して品質を高めた。まった、電子式シフトレバーやスマートフォンの無線充電システムも装備され、AppleのCarPlayアプリを使用することも可能になった。
エンジンはジェネシスからキャリーオーバーされたV6・直噴の3.8Lと3.3Lの2種のラムダ（λ）エンジンに加え、電子制御式可変容量型ターボチャージャー（e-VGT）で過給する2.2Lのディーゼルエンジンも選択可能である。
トランスミッションはエンジン・駆動方式の種別に関わらず、全て8速ATとなり、ジェネシス同様、FRに加えて「HTRAC（エイチ・トラック）」と呼ばれるAWDも設定される。
安全性についても抜かりはなく、9つのエアバッグに加え、高速道路での部分的な自律走行が可能な高速道路走行支援システムや、ドライバーの集中力が低下した際にアラームで休憩を勧める不注意運転警報システム、衝突回避支援システムなどを統括した「Genesis Smart Sense（ジェネシス・スマート・センス）」が新たに装備された。また、車体と一般部品の保証期間が既存の3年6万kmから5年10万kmに延長された。なお、これは以前のジェネシス（DH型）にも適用される。
追って、2016年10月にはV6・3.3L・GDIターボエンジンを搭載した「G80 SPORT（スポーツ）」も発売された。レクサスの「F SPORT」やBMWの「M SPORT」などに似た、プレミアムスポーツ的な性格が与えられている。
2017年10月16日、スポーツデザインセレクションパッケージが追加されるなど、商品性が改善された2018年型が発売された。 
2018年8月27日、ジェネシスアクティブセーフティコントロール（後側方衝突防止補助、後方交差衝突防止補助、高速道路走行補助、車線離脱防止補助、ドライバーへの注意警告、ハイビームアシスト、スマートクルーズコントロール）や、カカオの音声認識AIシステム、スマート姿勢制御システムなどが新たに搭載されたされた2019年型が発売された。 

#### ラインナップ
| 区分 | G80 V63.3ℓラムダGDI                                  | G80 V63.8ℓラムダGDI                                               | G802.2ℓディーゼル                       |
| ---- | ---------------------------------------------------- | ----------------------------------------------------------------- | --------------------------------------- |
| G80  | ラグジュアリー プレミアムラグジュアリー プレステージ | ラグジュアリー プレミアムラグジュアリー プレステージ ファイネスト | ラグジュアリー プレミアムラグジュアリー |

#### 仕様
| 区分                       | G80 3.3ℓ V6ラムダGDI                                                           | G80 3.3ℓ V6ラムダGDI （Hトラック）                                             | G80 3.8ℓ V6ラムダGDI                   | G80 3.8ℓ V6ラムダGDI （Hトラック）                                                 | G80 2.2ℓR e-VGT                                                                    | G80 2.2ℓR e-VGT （Hトラック）                   |
| -------------------------- | ------------------------------------------------------------------------------ | ------------------------------------------------------------------------------ | -------------------------------------- | ---------------------------------------------------------------------------------- | ---------------------------------------------------------------------------------- | ----------------------------------------------- |
| 全長 （mm）                | 4,990                                                                          | 4,990                                                                          | 4,990                                  | 4,990                                                                              | 4,990                                                                              | 4,990                                           |
| 全幅 （mm）                | 1,890                                                                          | 1,890                                                                          | 1,890                                  | 1,890                                                                              | 1,890                                                                              | 1,890                                           |
| 全高 （mm）                | 1,480                                                                          | 1,480                                                                          | 1,480                                  | 1,480                                                                              | 1,480                                                                              | 1,480                                           |
| ホイールベース （mm）      | 3,010                                                                          | 3,010                                                                          | 3,010                                  | 3,010                                                                              | 3,010                                                                              | 3,010                                           |
| トレッド（前/後、mm）      | 1,628/1,659（18インチ） 1,620/1,633（19インチ）                                | 1,628/1,659（18インチ） 1,620/1,633（19インチ）                                | 1,620/1,633                            | 1,620/1,633                                                                        | 1,628/1,659（18インチ） 1,620/1,633（19インチ）                                    | 1,628/1,659（18インチ） 1,620/1,633（19インチ） |
| 乗車定員                   | 5人                                                                            | 5人                                                                            | 5人                                    | 5人                                                                                | 5人                                                                                | 5人                                             |
| トランスミッション         | 8速AT                                                                          | 8速AT                                                                          | 8速AT                                  | 8速AT                                                                              | 8速AT                                                                              | 8速AT                                           |
| サスペンション （前/後）   | マルチリンク/マルチリンク                                                      | マルチリンク/マルチリンク                                                      | マルチリンク/マルチリンク              | マルチリンク/マルチリンク                                                          | マルチリンク/マルチリンク                                                          | マルチリンク/マルチリンク                       |
| 駆動形式                   | FR                                                                             | 4WD                                                                            | FR                                     | 4WD                                                                                | FR                                                                                 | 4WD                                             |
| エンジン形式               | G6DH                                                                           | G6DH                                                                           | G6DJ                                   | G6DJ                                                                               | D4HC                                                                               | D4HC                                            |
| 燃料                       | ガソリン                                                                       | ガソリン                                                                       | ガソリン                               | ガソリン                                                                           | ディーゼル                                                                         | ディーゼル                                      |
| 排気量 （cc）              | 3,342                                                                          | 3,342                                                                          | 3,778                                  | 3,778                                                                              | 2,199                                                                              | 2,199                                           |
| 最高出力 （ps / rpm）      | 282 / 6,000                                                                    | 282 / 6,000                                                                    | 315 / 6,000                            | 315 / 6,000                                                                        | 202 / 3,800                                                                        | 202 / 3,800                                     |
| 最大トルク （kg・m / rpm） | 35.4 / 5,000                                                                   | 35.4 / 5,000                                                                   | 40.5 / 5,000                           | 40.5 / 5,000                                                                       | 45.0 / 1,750 - 2,750                                                               | 45.0 / 1,750 - 2,750                            |
| 燃料タンク容量 （ℓ）       | 77                                                                             | 77                                                                             | 77                                     | 77                                                                                 | 77                                                                                 | 77                                              |
| 車両重量 （kg）            | 1,900（18インチ）/ 1,920（19インチ）                                           | 1,970（18インチ）/ 1,990（19インチ）                                           | 1965（19インチ）                       | 2,035（19インチ）                                                                  | 1,950（18インチ）/ 1,995（19インチ）                                               | 2,020（18インチ）/ 2,065（19インチ）            |
| 燃費 （km /ℓ）             | 都心8.4 /高速11.7 /複合9.6（18インチ）/ 都心8.2 /高速11.5 /複合9.4（19インチ） | 都心7.8 /高速10.8 /複合8.9（18インチ）/ 都心7.7 /高速10.6 /複合8.8（19インチ） | 都心7.5 /高速10.4 /複合8.6（19インチ） | 都心12.3 /高速16.1 /複合13.8（18インチ）/ 都心11.7 /高速15.3 /複合13.1（19インチ） | 都心10.9 /高速14.2 /複合12.2（18インチ）/ 都心10.8 /高速14.1 /複合12.1（19インチ） |                                                 |
| CO2排出量 （g / km）       | 184（18インチ）/ 189（19インチ）                                               | 199（18インチ）/ 202（19インチ）                                               | 194（19インチ）                        | 208（19インチ）                                                                    | 138（18インチ）/ 146（19インチ）                                                   | 158（18インチ）/ 159（19インチ）                |

#### G80スポーツ（2016年10月〜現在）

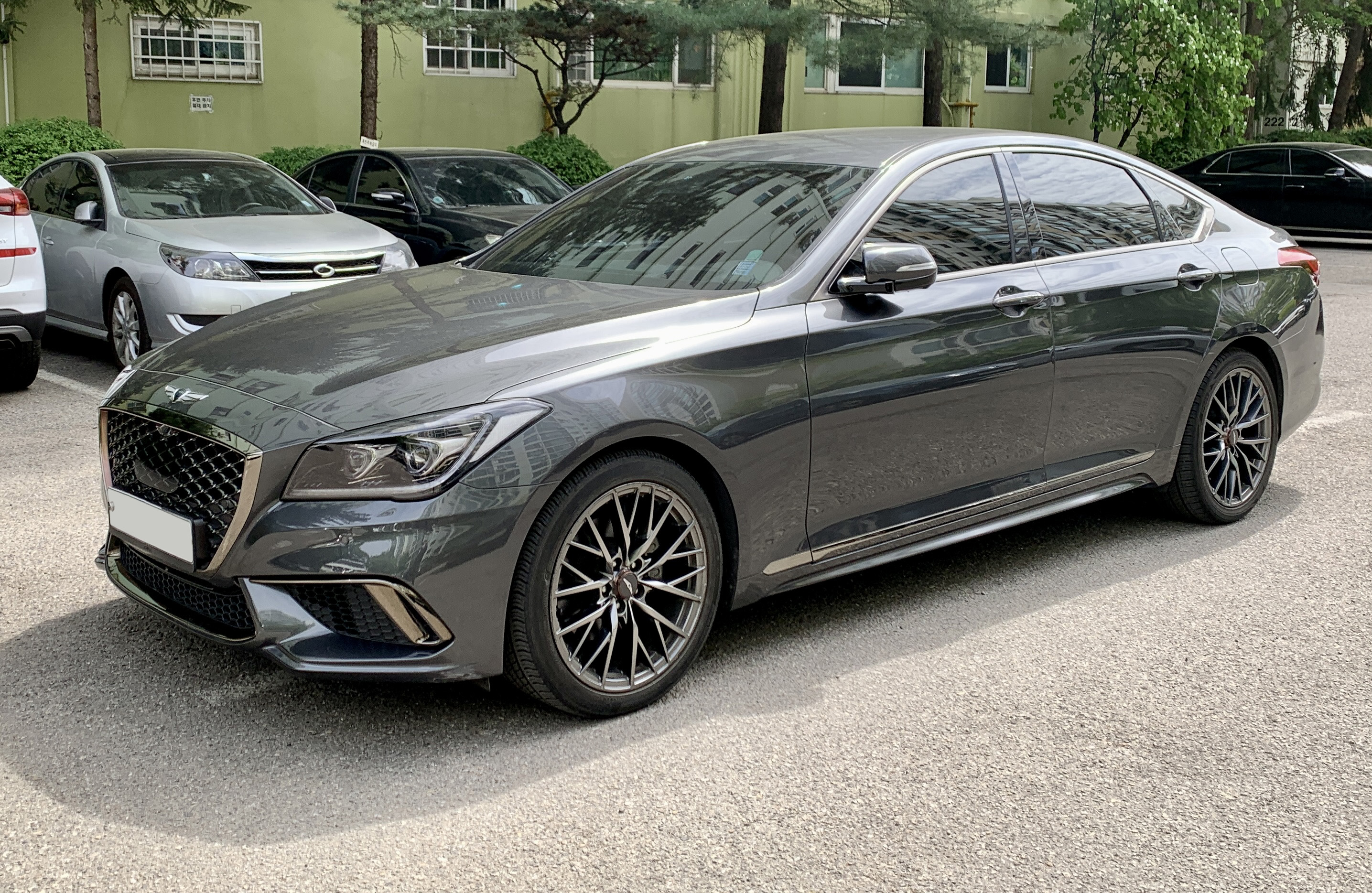
G80スポーツ フロント

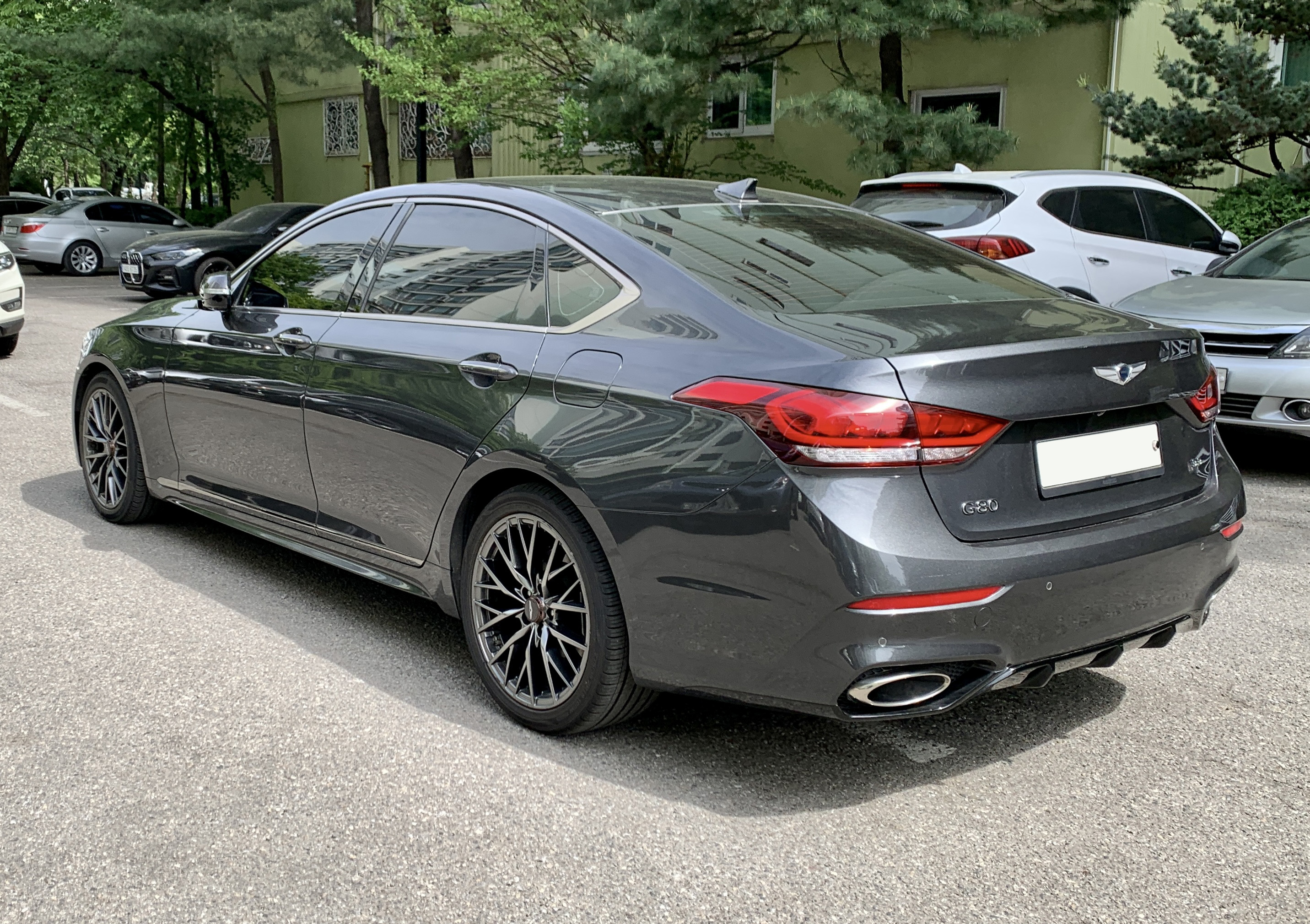
G80スポーツ リア

2016年10月26日には、V63.3ℓラムダII GDIガソリンターボエンジンを搭載した高性能仕様のG80スポーツが発売された。 G80スポーツはスポーティなデザインをまとい、サスペンションとステアリング反応を改良し走行性能を向上させた。

#### ラインナップ
| 区分        | G80スポーツV63.3ℓラムダII GDIターボ |
| ----------- | ----------------------------------- |
| G80スポーツ | スポーツ                            |

#### 仕様
| 区分                       | G80スポーツ 3.3ℓV6ラムダII GDIターボ   | G80スポーツ 3.3ℓV6ラムダII GDIターボ （Hトラック） |
| -------------------------- | -------------------------------------- | -------------------------------------------------- |
| 全長 （mm）                | 4,990                                  | 4,990                                              |
| 全幅 （mm）                | 1,890                                  | 1,890                                              |
| 全高 （mm）                | 1,480                                  | 1,480                                              |
| ホイールベース （mm）      | 3,010                                  | 3,010                                              |
| トレッド（前/後、mm）      | 1,620/1,633（R19）                     | 1,620/1,633（R19）                                 |
| 乗車定員                   | 5人                                    | 5人                                                |
| 変速機                     | 8速AT                                  | 8速AT                                              |
| サスペンション （前/後）   | マルチリンク/マルチリンク              | マルチリンク/マルチリンク                          |
| 駆動形式                   | FR                                     | 4WD                                                |
| エンジン形式               | G6DP                                   | G6DP                                               |
| 燃料                       | ガソリン                               | ガソリン                                           |
| 排気量 （cc）              | 3,342                                  | 3,342                                              |
| 最高出力 （ps / rpm）      | 370 / 6,000                            | 370 / 6,000                                        |
| 最大トルク （kg・m / rpm） | 52.0 / 1,300 - 4,500                   | 52.0 / 1,300 - 4,500                               |
| 燃料タンク容量 （ℓ）       | 77                                     | 77                                                 |
| 車両重量 （kg）            | 2,020（19インチ）                      | 2,090（19インチ）                                  |
| 燃費 （km /ℓ）             | 都心7.4 /高速10.5 /複合8.5（19インチ） | 都心7.0 /高速9.8 /複合8.0（19インチ）              |
| CO2排出量 （g / km）       | 200（19インチ）                        | 213（19インチ）                                    |

### 2代目（RG3型、2020年 - ）
2020年3月30日、ソウルにてワールドプレミア。ジェネシスブランドに移行後、初のフルモデルチェンジであり、ヒュンダイ・ジェネシス時代から数えると3代目となる。
プラットフォームはGV80と共用する。スタイリングはアウディ・A7のようなファストバックスタイルとなり、ヒュンダイが掲げるデザインコンセプトの「アスレチック・エレガンス」をより強調している。ジェネシスブランドの特徴的なデザインである、片側2本の横に細長いヘッドライト・テールライトやフロントフェンダー部のサイドターンランプ（通称：クアッドランプ）を採用している。
エンジンは仕向地にもよるが、直列4気筒 2.5L ターボ（最高出力304ps、最大トルク43.0kgf・m）、V型6気筒 3.5L ターボ（最高出力380ps、最大トルク54.0kgf・m）、直列4気筒 2.2L ディーゼル（最高出力210ps、最大トルク45.0kgf・m）の3種類が設定される。
安全装備としてハイウェイ・ドライビング・アシストⅡ（HDA Ⅱ）、機械学習ベースのスマートクルーズコントロール（SCC-ML）、プリアクティブセーフティーシート（PSS）、前方衝突回避支援システム（FCA）、死角衝突回避支援システム（BCA）を装備する。また駐車支援としてリモートスマートパーキングアシスト（RSPA）を装備する。
ダッシュボードには14.5インチのタッチスクリーンを備えたインフォテインメントシステムが装備される。これにジェネシス・インテグレーテッド・コントローラーが組み合わせられ、ARナビゲーション、Genesis QuickGuide、バレットパーキングのためのバレットモードが使用可能である。当初は韓国仕様のみとなるが、車載決済システムであるGenesis CarPayも組み込まれる。Android AutoおよびApple CarPlayにも対応する。また、スマートホームテクノロジーと統合するホームコネクト機能を備える。
2021年7月には、韓国大型車初となるEV「エレクトリファイドG80」を、翌8月には「G80 SPORT」を発表。
ヒョンデモビリティジャパンがヒョンデ役員送迎用としてオーストラリア向け右ハンドルの2.5Lターボを1台所有・登録している。